# Argut-Dessous
Argut-Dessous é uma comuna francesa na região administrativa da Occitânia, no departamento do Alto Garona. Estende-se por uma área de 2.70 km², com 22 habitantes, segundo o censo de 2018, com uma densidade de 8.1 hab/km².